# Matoušovo evangelium dětství
Pseudo-Tomášovo evangelium je novozákonní apokryf někdy označován jako Matoušovo evangelium dětství či Kniha o původu Blahoslavené Marie a dětství Spasitele. Jedná se o jedno z tzv. evangelií dětství, které zachycují období do 12 let Ježíše, které je stručně popsané v evangeliu podle Matouše a Lukáše. Podle výzkumu J. Gijsela a R. Beyerse (1997) je sepsání datováno do první poloviny 7. století asi kolem let 600–625.

## Obsah
Vyprávění předchází řada dopisů mezí církevním otcem Jeronýmem a biskupy Comatiem a Heliodorem. V těchto dopisech biskupové žádají Jeronýma o přeložení hebrejského svazku, napsaného rukou nejsvětějšího evangelisty Matouše, týkající se narození panenské matky a dětství Ježíše. Přestože je dílo přičítáno sv. Jeronýmovi, je nepravděpodobné že by jej sepsal či přeložil.
Autor dopisu Pseudo-Jeroným tvrdí že dílo přeložil přičemž se snažil "učinit slovo slovem přesně tak, jak je to v hebrejštině". ačkoliv vyjádřil pochybnosti o jeho pravosti.
První polovina vypráví příběh sv. Jáchyma a Anny, rodičů Panny Marie; o Jáchymově smutku z nedostatku potomstva, o jeho exilu a nábravratu k Anně a narození Marie. Dále je zde zachycen nástup Marie do chrámu jako panny, její modlitební život, slib cudnosti, volba Josefa jako jejího manžela, dále Zvěstování aj.
Obsah textu je většinou reprodukce Jakubova protoevangelia, následovaný Útěkem do Egypta a následně upravená reprodukce Tomášova evangelia dětství. V podstatě jde o sloučení těchto textů do jednoho díla. Evagelium poprvé zmiňuje osla a vola přítomné při Ježíšově narození. 
Tento text byl zahrnut i do Zlaté legendy. Dále byla část textu použita v díle Libellus de Nativitate Sanctae Mariae a také na tomto evangeliu je založeno Syrské evangelium dětství.